# Phân cấp hành chính Liên bang Micronesia
Dưới đây là danh sách Các đơn vị hành chính của Liên bang Micronesia.

## Bang
| Cờ                           | Bang    | Thủ phủ | Diện tích | Dân số | Mật độ dân số (người/km²) |
| ---------------------------- | ------- | ------- | --------- | ------ | ------------------------- |
| Chuuk                        | Chuuk   | Weno    | 127 km²   | 53.595 | 420                       |
| Bản mẫu:Country data Kosrae  | Kosrae  | Tofol   | 110 km²   | 7.686  | 70                        |
| Bản mẫu:Country data Pohnpei | Pohnpei | Kolonia | 346 km²   | 34.486 | 100                       |
| Bản mẫu:Country data Yap     | Yap     | Colonia | 118 km²   | 11.241 | 95                        |

## Đô thị
- Colonia, Yap
- Kolonia
- Lelu
- Palikir - Thủ đô
- Tol
- Weno

## Khu tự quản

### Chuuk
- Dublon (Tonowas)
- Eot
- Ettal
- Fala-Beguets
- Fananu
- Fefan
- Kutu
- Losap
- Lukunor
- Magur
- Moch
- Moen
- Murilo
- Nama
- Namoluk
- Nomwin
- Onari
- Oneop
- Ono
- Param
- Pis-Losap
- Pisaras
- Pulap
- Pulusuk
- Puluwat
- Romanum
- Ruo
- Satawan
- Ta
- Tamatam
- Tol
- Tsis
- Udot
- Ulul
- Uman

### Kosrae
- Lelu
- Malem
- Tafunsak
- Utwa
- Walung

### Pohnpei
- Kapingamarangi
- Kitti
- Kolonia
- Madolenihmw
- Mokil
- Nett
- Ngatik
- Nukuoro
- Oroluk
- Pingelap
- Sokehs
- Uh

### Yap
- Dalipebinau
- Eauripik
- Elato
- Fais
- Fanif
- Faraulep
- Đảo Gaferut
- Gagil
- Gilman
- Ifalik
- Kanifay
- Lamotrek
- Map
- Ngulu
- Pikelot
- Rull
- Rumung
- Satawal
- Sorol
- Tomil
- Ulithi
- Weloy
- Woleai